# Tamer Rashid
Mohamad Tamer Mamdouh Rashid (tiếng Ả Rập: محمد تامر ممدوح رشيد) (sinh ngày 15 tháng 1 năm 1988 ở Aleppo, Syria) là một cầu thủ bóng đá Syria. Hiện tại anh thi đấu cho Al-Shorta, thi đấu ở Giải bóng đá ngoại hạng Syria, giải đấu cao nhất ở Syria. Anh đá ở vị trí tiền đạo, mang áo số 31 cho Al-Shorta. Là một sản phẩm của hệ thống trẻ Al-Ittihad, anh tạo bước đột phá trong đội chính dưới thời huấn luyện viên Oscar Fulloné mùa giải 2007–08.
Anh giúp Al-Ittihad vào đến chung kết của Cúp AFC, giải bóng đá quan trọng thứ hai ở châu Á. Al-Ittihad giành chiến thắng trong trận chung kết trước nhà vô địch Giải bóng đá ngoại hạng Kuwait Al-Qadsia sau loạt sút luân lưu. Trận đấu có kết quả hòa 1–1 sau thời gian chính thức và hiệp phụ.

## Danh hiệu

### Câu lạc bộ
Al-Ittihad
- Cúp bóng đá Syria: 2011
- Cúp AFC: 2010